# Мавзолей Карашаш-ана
Мавзолей Карашаш Ана расположен в жилом массиве Сайрам на территории города Шымкент. Мавзолей является историческим памятником архитектуры XIX века. Мавзолей воздвигнут на могиле матери великого правоведника-суфия Ходжи Ахмета Яссауи. Сам мавзолей был возведен в XIII веке, но под влиянием климатических условий памятник культуры разрушался и возводилось снова.
Карашаш Ана являлась матерью Ходжа Ахмета Яссауи. Её настоящее имя — Айша-Биби. Благодаря своему происхождению Карашаш-Ана была воспитана, умна и просвещена. Несмотря на то, что её отец был знатным человеком она никогда не гордилась своим богатством.
Благодаря тому, что Карашаш-Ана могла читать сны она имела широкую известность среди местных жителей. Кроме того, большое количество времени она уделяла образованию детей, тем самым став идеалом материнства.
Мавзолей имеет форму широко распространенную на территории Южно-Казахстанской области — портально-купольное сооружение, что соответствует эпохе позднего средневековья.
Нынешний мавзолей был возведен в середине XIX века. Сооружен из четырёхугольного обожженного кирпича размерами 27х27х5 см. В возведении также были использованы глина и дерево.